# Селямлик
Селямлик — «вітальна» — у Османській імперії — один із видів збору із реайя (селян), які проводились володарями тімарів (воїнами), коли ті перебували в селі.